# “七彩云南·欢乐世界”主题乐园
24°46′19″N 102°44′22″E / 24.771968617955775°N 102.73933076035125°E
“七彩云南·欢乐世界”主题乐园位于中华人民共和国云南省昆明市晋宁区晋城镇滇池岸边，是以古滇文化為核心的主题乐园，其為云南省重点历史文化旅游项目“七彩云南·古滇名城”的核心子项目，占地700亩，于2018年7月5日正式对公众开放。乐园内的摩天轮「滇池之眼」高108米，是云南省最高的摩天轮。乐园的游乐设施分为四季花海、童梦世界、幻滇奇域、滇军营地、洪荒秘境、万象部落、霜月寒洲等7大主题分区，设81个游乐项目。